# Лісне Матюнино
Лісне Матюнино (рос. Лесное Матюнино) — село в Кузоватовському районі Ульяновської області Російської Федерації.
Населення становить 564 особи. Входить до складу муніципального утворення Лісоматюнинське сільське поселення.

## Історія
Від 2004 року входить до складу муніципального утворення Лісоматюнинське сільське поселення.

## Населення
| 2010 |
| ---- |
| 564  |